# Discografia de Alcione
A discografia da cantora e instrumentista brasileira Alcione é composta por 30 álbuns de estúdio, 9 álbuns ao vivo e 7 compilações. Natural de uma família de músicos clássicos de São Luís do Maranhão, Alcione Dias Nazareth mudou-se ainda jovem para o Rio de Janeiro buscando iniciar sua carreira artística. Seus primeiros trabalhos musicais se deram em casas noturnas da capital fluminense antes de ingressar na carreira profissional, tendo também participado de inúmeros programas televisivos, como A Grande Chance, apresentado por Flávio Cavalcanti. Em 1972, Alcione lançou seu primeiro compacto simples pela Philips, contendo as faixas "Figa de Guiné" e "O Sonho Acabou". No ano seguinte, 1973, lança seu segundo compacto simples com as faixas "Tem dendê" e "Pinta de sabido". Em 1974, integrou a trilha sonora da telenovela O Rebu, interpretando a canção "Planos de Papel" de Raul Seixas. Em 1975, lança o compacto duplo "Os melhores sambas enredo de 75 - Salgueiro - Mangueira - Padre Miguel - São Carlos" com as faixas "Festa do Círio de Nazaré", "O Mundo Fantástico do Uirapuru", "Imagens Poéticas de Jorge Lima" e "O Segredo das Minas do Rei Salomão". No mesmo ano, lançou seu primeiro álbum, intitulado A Voz do Samba, contendo os sucessos "O Surdo" e "Não Deixe O Samba Morrer", pelo qual recebeu sua primeira certificação em ouro.
Também comumente realiza participações especiais e colaborações em projetos de outros artistas. Em 2010, Alcione participou do álbum Disney Adventures in Samba, um projeto da Walt Disney Records trazendo releituras das clássicas trilhas sonoras de seus filmes no gênero musical. Nos anos seguintes, além de sua carreira, realizou participações especiais no projeto Samba Book, dedicado a tributar nomes da música popular brasileira. Ao longo de sua carreira, a cantora, torcedora da escola de samba Estação Primeira de Mangueira, também gravou sambas-enredo oficiais, incluindo "Contos de Areia", o samba-enredo da GRES Tradição de 2004.

## Discografia

### Álbuns de estúdio
| Ano  | Detalhes do álbum                                                                                          | Certificações  | Vendas        |
| ---- | --- | -------------- | ------------- |
| 1975 | A Voz do Samba - Lançamento: 1975 - Gravadora: Philips - Formato: LP                                       | - : Ouro       | - : + 100 mil |
| 1976 | Morte de Um Poeta - Lançamento: 1976 - Gravadora: Philips - Formato: LP                                    |                |               |
| 1977 | Pra Que Chorar - Lançamento: 1977 - Gravadora: Philips - Formato: LP                                       | - : ABPD: Ouro | - : + 150 mil |
| 1978 | Alerta Geral - Lançamento: 1978 - Gravadora: Philips - Formato: LP                                         | - : ABPD: Ouro | - : + 150 mil |
| 1979 | Gostoso Veneno - Lançamento: 1979 - Gravadora: Philips - Formato: LP                                       |                |               |
| 1980 | E Vamos à Luta - Lançamento: 1980 - Gravadora: Philips - Formato: LP                                       |                |               |
| 1981 | Alcione - Lançamento: 1981 - Gravadora: Philips - Formato: LP                                              |                |               |
| 1982 | Vamos Arrepiar - Lançamento: 1982 - Gravadora: RCA - Formato: LP                                           |                |               |
| 1983 | Almas e Corações - Lançamento: 1982 - Gravadora: RCA - Formato: LP                                         |                |               |
| 1984 | Da Cor do Brasil - Lançamento: 1982 - Gravadora: RCA - Formato: LP                                         | - : Ouro       | - : + 100 mil |
| 1985 | Fogo da Vida - Lançamento: 1985 - Gravadora: RCA - Formato: LP                                             | - : Ouro       | - : + 100 mil |
| 1986 | Fruto e Raíz - Lançamento: 1986 - Gravadora: RCA - Formato: LP                                             | - : Platina    | - : + 700 mil |
| 1987 | Nosso Nome: Resistência - Lançamento: 1987 - Gravadora: RCA - Formato: LP                                  | - : Platina    | - : + 250 mil |
| 1988 | Ouro & Cobre - Lançamento: 1988 - Gravadora: RCA - Formato: LP                                             | - : Ouro       | - : + 100 mil |
| 1989 | Simplesmente Marrom - Lançamento: 1989 - Gravadora: RCA - Formato: LP                                      | - : Ouro       | - : + 100 mil |
| 1990 | Emoções Reais - Lançamento: 1990 - Gravadora: RCA - Formato: LP                                            |                |               |
| 1991 | Promessa - Lançamento: 1991 - Gravadora: RCA - Formato: LP                                                 |                |               |
| 1992 | Pulsa, coração - Lançamento: 1992 - Gravadora: RCA - Formato: LP                                           | - : Ouro       | - : + 100 mil |
| 1994 | Brasil de Oliveira da Silva do Samba - Lançamento: 1994 - Gravadora: RCA - Formato: LP                     | - : Ouro       | - : + 100 mil |
| 1995 | Profissão: Cantora - Lançamento: 1995 - Gravadora: RCA - Formato: LP, CD                                   |                |               |
| 1996 | Tempo de Guarnicê - Lançamento: 1996 - Gravadora: RCA - Formato: CD, K7                                    |                |               |
| 1997 | Valeu - Uma Homenagem à Nova Geração do Samba - Lançamento: 1997 - Gravadora: PolyGram - Formato: CD       | - : Ouro       | - : + 100 mil |
| 1998 | Celebração - Lançamento: 1998 - Gravadora: PolyGram - Formato: CD                                          | - : Ouro       | - : + 100 mil |
| 1999 | Claridade - Lançamento: 1999 - Gravadora: PolyGram - Formato: CD                                           | - : Ouro       | - : + 100 mil |
| 2001 | A Paixão tem Memória - Lançamento: 2001 - Gravadora: PolyGram - Formato: CD                                | - : Ouro       | - : + 100 mil |
| 2004 | Faz Uma Loucura por Mim - Lançamento: 2004 - Gravadora: Indie - Formato: CD                                | - : Ouro       | - : + 100 mil |
| 2005 | Uma Nova Paixão - Lançamento: 2005 - Gravadora: Indie - Formato: CD                                        | - : Ouro       | - : + 100 mil |
| 2007 | De Tudo Que eu Gosto - Lançamento: 2007 - Gravadora: Indie - Formato: CD, DVD                              |                |               |
| 2009 | Acesa - Lançamento: 2009 - Gravadora: Indie - Formato: CD                                                  |                | - : + 30 mil  |
| 2011 | Duas Faces - Jam Session - Lançamento: 15 de outubro de 2011 - Gravadora: Biscoito Fino - Formato: CD, DVD |                | - : + 20 mil  |
| 2013 | Eterna Alegria - Lançamento: 20 de junho de 2013 - Gravadora: Biscoito Fino - Formato: CD                  |                | - : + 8 mil   |
| 2020 | Tijolo por Tijolo - Lançamento: 29 de maio de 2020 - Gravadora: Biscoito Fino - Formato: CD                |                |               |

### Álbuns ao vivo
| Ano  | Detalhes do álbum | Certificações | Vendas        |
| ---- | --- | ------------- | ------------- |
| 1997 | O Melhor de Alcione - Ao Vivo - Lançamento: 1997 - Gravadora: Indie - Formato: CD, DVD                                             | —             | - : + 50 mil  |
| 2000 | Nos Bares da Vida - Lançamento: 2000 - Gravadora: Universal / PolyGram - Formato: LP, CD                                           | - : Platina   | - : + 250 mil |
| 2002 | Ao Vivo - Lançamento: 2002 - Gravadora: Indie Records - Formato: CD, Download Digital                                              | - : Platina   | - : + 250 mil |
| 2003 | Ao Vivo 2 - Lançamento: 2003 - Gravadora: Indie Records - Formato: CD, DVD                                                         | - : Platina   | - : + 250 mil |
| 2005 | Faz Uma Loucura por Mim - Ao Vivo - Lançamento: 2005 - Gravadora: Indie - Formato: CD, DVD                                         | —             | —             |
| 2006 | Uma Nova Paixão - Ao Vivo - Lançamento: 10 de agosto de 2006 - Gravadora: Indie - Formato: CD, DVD                                 | - : Ouro      | - : + 50 mil  |
| 2009 | Acesa - Ao Vivo em São Luiz do Maranhão - Lançamento: 2009 - Gravadora: Indie - Formato: CD, DVD                                   | —             | - : + 20 mil  |
| 2012 | Duas Faces: Ao vivo na Mangueira - Lançamento: 2012 - Gravadora: Biscoito Fino - Formato: CD, DVD, Blu-ray, download digital       | —             | - : + 20 mil  |
| 2014 | Eterna Alegria - Ao Vivo - Lançamento: 3 de junho de 2014 - Gravadora: Biscoito Fino - Formato: CD, DVD, Blu-ray, download digital | —             | - : + 5 mil   |

## Outras gravações

### Participações especiais
| Ano  | Título                | Álbum                         | Ref.          |
| ---- | --------------------- | ----------------------------- | ------------- |
| 2008 | "Wave"                | Um Barzinho, um Violão Vol. 4 |               |
| 2009 | "Sua Estupidez"       | Elas Cantam Roberto Carlos    | [ 14 ] [ 15 ] |
| 2010 | "A Bela e a Fera"     | Disney Adventures in Samba    | [ 4 ]         |
| 2012 | "Corrente de Aço"     | Samba Book - João Nogueira    | [ 5 ]         |
| 2014 | "Ter Compaixão"       | Samba Book - Zeca Pagodinho   | [ 6 ]         |
| 2016 | "De Sampa a São Luís" | Samba Book - Jorge Aragão     | [ 16 ]        |

### Colaborações com outros artistas
| Ano  | Título | Álbum                              | Ref.   |
| ---- | --- | ---------------------------------- | ------ |
| 1978 | "O Meu Amor" (com Maria Bethânia)                                                                         | Álibi                              | [ 17 ] |
| 1990 | "Awô – Inhansã" (com Maria Bethânia)                                                                      | Maria Bethânia 25 Anos             |        |
| 2000 | "Senhora de Canção" (com Nei Lopes)                                                                       | De Letra & Música                  |        |
| 2002 | "Enredo do Meu Samba" (com Jorge Aragão)                                                                  | Ao Vivo Convida                    |        |
| 2003 | "Não Tem Saída" (com Belo)                                                                                | Romance Rosa                       |        |
| 2004 | "Parabéns Pra Você" (com Fundo de Quintal)                                                                | Ao Vido Convida                    |        |
| 2005 | "Mar de Rosas" (com Rosas de Ouro)                                                                        | Sambas de Enredo de São Paulo 2005 | [ 18 ] |
| 2006 | "O Morro Não Tem Vez" (com Leci Brandão)                                                                  | Canções Afirmativas                | [ 19 ] |
| 2006 | "Joana Francesa" (com Angela Ro Ro)                                                                       | Ao Vivo                            |        |
| 2008 | "Depois do Prazer" (com Alexandre Pires)                                                                  | Em Casa                            |        |
| 2008 | "O Que Eu Faço Amanhã?" (com José Augusto)                                                                | Aguenta Coração Ao Vivo            |        |
| 2008 | "A Mangueira traz os Brasis do Brasil mostrando a formação do povo brasileiro" (com Mangueira)            | Sambas de Enredo 2009              | [ 20 ] |
| 2010 | "Quem Passa Vai Parar" (com Zeca Pagodinho)                                                               | Vida da minha vida                 | [ 21 ] |
| 2010 | "É Demais" (com Exaltasamba)                                                                              | Roda de Samba do Exalta            | [ 22 ] |
| 2012 | "Quando Falo de Amor" (com Arlindo Cruz)                                                                  | Batuques do Meu Lugar              | [ 23 ] |
| 2013 | "Quem Sentiu" (com Roberta Miranda)                                                                       | 25 Anos - Ao Vivo em Estúdio       | [ 24 ] |
| 2014 | "Não Deixe o Samba Morrer" (com Roberto Leal)                                                             | Obrigado Brasil!                   | [ 25 ] |
| 2014 | "Estranha Loucura / Falando Sério / Sufoco / Além Do Horizonte / Meu Ébano / Nega" (com Roberto Carlos)   | Roberto Carlos: Duetos 2           | [ 26 ] |
| 2014 | "Agora chegou a vez vou cantar: Mulher de Mangueira, Mulher Brasileira em primeiro lugar" (com Mangueira) | Sambas de Enredo 2015              | [ 27 ] |
| 2015 | "És Meu" (com Lizha James)                                                                                | Sentimentos da Mulher Part 2       |        |
| 2016 | "Paciência" (com Ferrugem)                                                                                | Climatizar                         | [ 28 ] |